# Heinrich Koenen
Heinrich Koenen (Berlino, 12 maggio 1910 – Sachsenhausen, febbraio 1945) è stato un ingegnere tedesco, combattente della resistenza antifascista e agente del servizio segreto militare sovietico GRU (in russo Главное разведывательное управление?, Glavnoye razvedyvatel'noye upravleniye), noto come "scout".

## Biografia
Nacque a Berlino figlio del deputato comunista del Reichstag Wilhelm Koenen. Fu scelto come responsabile politico della Lega della Gioventù Comunista di Germania. Studiò ingegneria alla Technische Hochschule di Charlottenburg, ma per motivi politici fu espulso nel 1933 prima dell'esame finale. Emigrò in Unione Sovietica attraverso la Danimarca e la Svezia, dove lavorò come ingegnere in una fabbrica di trattori di Mosca e nel 1940 divenne cittadino sovietico.
Dopo l'invasione nazista dell'Unione Sovietica nel 1941, si offrì volontario per il servizio militare e fu addestrato per l'impiego in Germania come paracadutista e operatore radio. Gli fu affidato il compito di ripristinare i collegamenti interrotti tra la sede moscovita del Comintern e del GRU e il gruppo berlinese dell'Orchestra Rossa. Il 23 ottobre 1942, Koenen si paracadutò dietro le linee tedesche a Osterode, nella Prussia orientale, e si diresse a Berlino per incontrare il suo contatto, Ilse Stöbe. Il 29 ottobre 1942, fu arrestato da un ufficiale della Gestapo che lo attendeva nell'appartamento di Stöbe.
Koenen fu giustiziato senza processo nel campo di concentramento di Sachsenhausen nel febbraio 1945. Il suo nome è iscritto su un monumento commemorativo nel Memoriale dei Socialisti (in tedesco Gedenkstätte der Sozialisten) di Berlino.